# 携帯音声通信事業者による契約者等の本人確認等及び携帯音声通信役務の不正な利用の防止に関する法律
携帯音声通信事業者による契約者等の本人確認等及び携帯音声通信役務の不正な利用の防止に関する法律（けいたいおんせいつうしんじぎょうしゃによるけいやくしゃとうのほんにんかくにんとうおよびけいたいおんせいつうしんえきむのふせいなりようのぼうしにかんするほうりつ、平成17年4月15日法律第31号）は、日本における携帯電話・PHSの音声端末等の利用に関して、契約者の本人性確認の義務付けや不正な譲渡の禁止等を規定する法律である。
2005年（平成17年）4月15日に公布された。
総務省総合通信基盤局電気通信技術システム課と、警察庁刑事局組織犯罪対策企画課が共同で所管する。

## 概要
2005年（平成17年）5月に、一部施行された。略称は「携帯電話不正利用防止法」「携帯電話本人確認法」。
契約時・譲渡時の事業者による契約者の本人性確認の義務づけ、事業者による承諾の無い他人への端末の譲渡（又貸し・譲受を含む。ただし、親族又は生計を同じくしている者への譲渡を除く）の禁止、端末の匿名貸与・譲受営業の禁止、本人性確認等がなされない回線の事業者による停止、総務省の事業者への監督権限、虚偽契約の禁止、禁止営業の広告等行為等の禁止などが一部罰則適用で施行されている。
なお、略称が「携帯電話 - 」となっているが、いわゆる携帯電話・PHSである事が要件ではなく、携帯用の無線端末と、陸上の固定局との間で無線通信を行う電気通信役務（「携帯音声通信役務」）が対象となる。これにより、第三者無線（MCA無線）などの業務無線、アマチュア無線は本法の規制対象外となる。
なお契約者が法人の場合でも法人等の本人性確認等が義務付けられているが、MNOとMVNO間の契約については対象外である。
また、携帯音声通信役務の用に供する電気通信回線（携帯電話等会社の回線）に接続され、音声通話が可能な状態である通話可能端末設備が規制対象となる。「通話可能端末設備」には、端末に取り付けることにより音声通話が可能となる契約者特定記録媒体（いわゆるSIMカード）が含まれる。なお契約解除等により音声通話が不能となっている通信端末（SIMカードを含む）は規制対象外である。
なお、音声通話可能端末が規制対象となるため、データ通信専用端末（モバイルWi-Fiルーター・タブレット端末、データ通信専用となるSIMカードを含む）は本法の規制対象外である（後述）。
2006年（平成18年）4月に完全施行された結果、携帯電話・PHSについて契約者の本人性確認の義務付けや、不正な譲渡の禁止等の遵守が求められた。

## その他
2007年（平成19年）5月8日、日本通信の「bモバイル」について、警察庁が同社に対し販売時の本人確認を行うよう要請する。なお、bモバイルはデータ通信専用型であるため、本法の対象外であるが、同社は要請に基づいて、PHSデータ通信カードにつき、ユーザーが既に使用中の携帯電話・PHS等から電話を掛けて認証させることによる本人確認の導入を行っている。